# January Jones
January Jones (født 5. januar 1978 i Sioux Falls, South Dakota i USA) er en amerikansk model og skuespillerinde, mest kendt for rollen som Betty Draper i serien Mad Men.
Jones spillede «Cadence Flaherty» i American Pie: The Wedding fra 2003, den tredje film i American Pie-filmserien. Hun har også haft biroller i Anger Management (2003) og Dirty Dancing 2 (2004).
I 2005 optrådte hun i filmen The Three Burials of Melquiades Estrada, instrueret af og med Tommy Lee Jones i hovedrollen.
Før hun startede en karriere som skuespiller, var Jones model for Abercrombie & Fitch. Hun var sammen med skuespilleren Ashton Kutcher fra 1998 til 2001. I 2003 kom hun sammen med sangeren Josh Groban.
Jones blev placeret som #82 på Maxims liste "Hot 100 Women of 2002".

## Udvalgt filmografi
| År   | Film                                    | Originaltitel                | Rolle            |
| ---- | --------------------------------------- | ---------------------------- | ---------------- |
| 2011 | Seeking Justice                         | Seeking Justice              | Laura Gerard     |
| 2005 | The Three Burials of Melquiades Estrada |                              | Lou Ann Norton   |
| 2004 | Dirty Dancing 2                         | Dirty Dancing: Havana Nights | Eve              |
| 2004 | Huff (TV-serie)                         |                              | Marissa Wells    |
| 2003 | Love Actually                           |                              | Jeannie          |
| 2003 | American Pie: The Wedding               | American Wedding             | Cadence Flaherty |
| 2003 | Anger Management                        |                              | Gina             |
| 2002 | Full Frontal                            |                              | Tracy            |
| 2002 | Taboo                                   |                              | Elizabeth        |
| 2001 | Bandits                                 |                              | Pink Boots       |
| 2001 | The Glass House                         |                              | Pige             |